# Borne des Trois Puissances

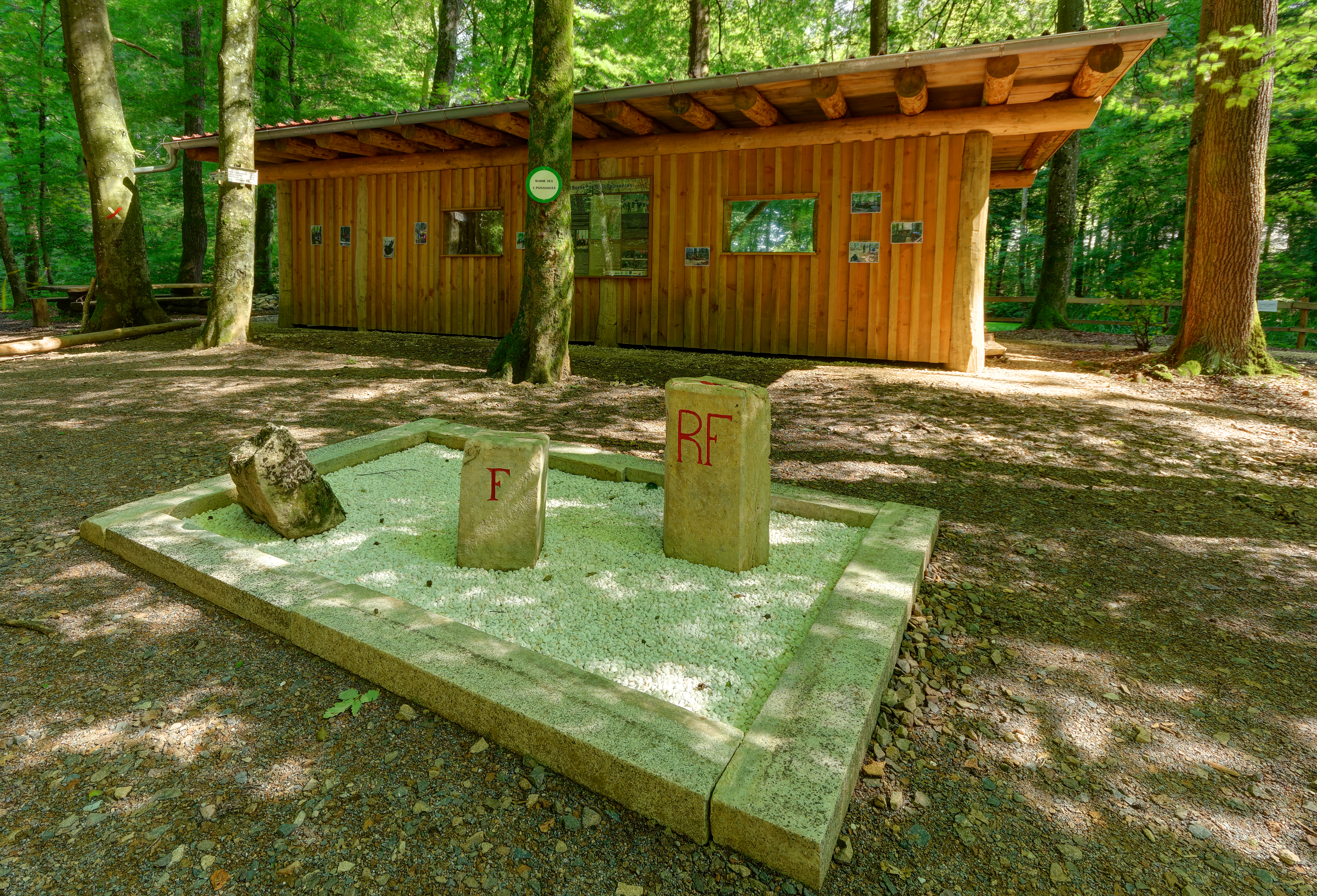
Der Grenzstein (rechts) von Frankreich aus gesehen

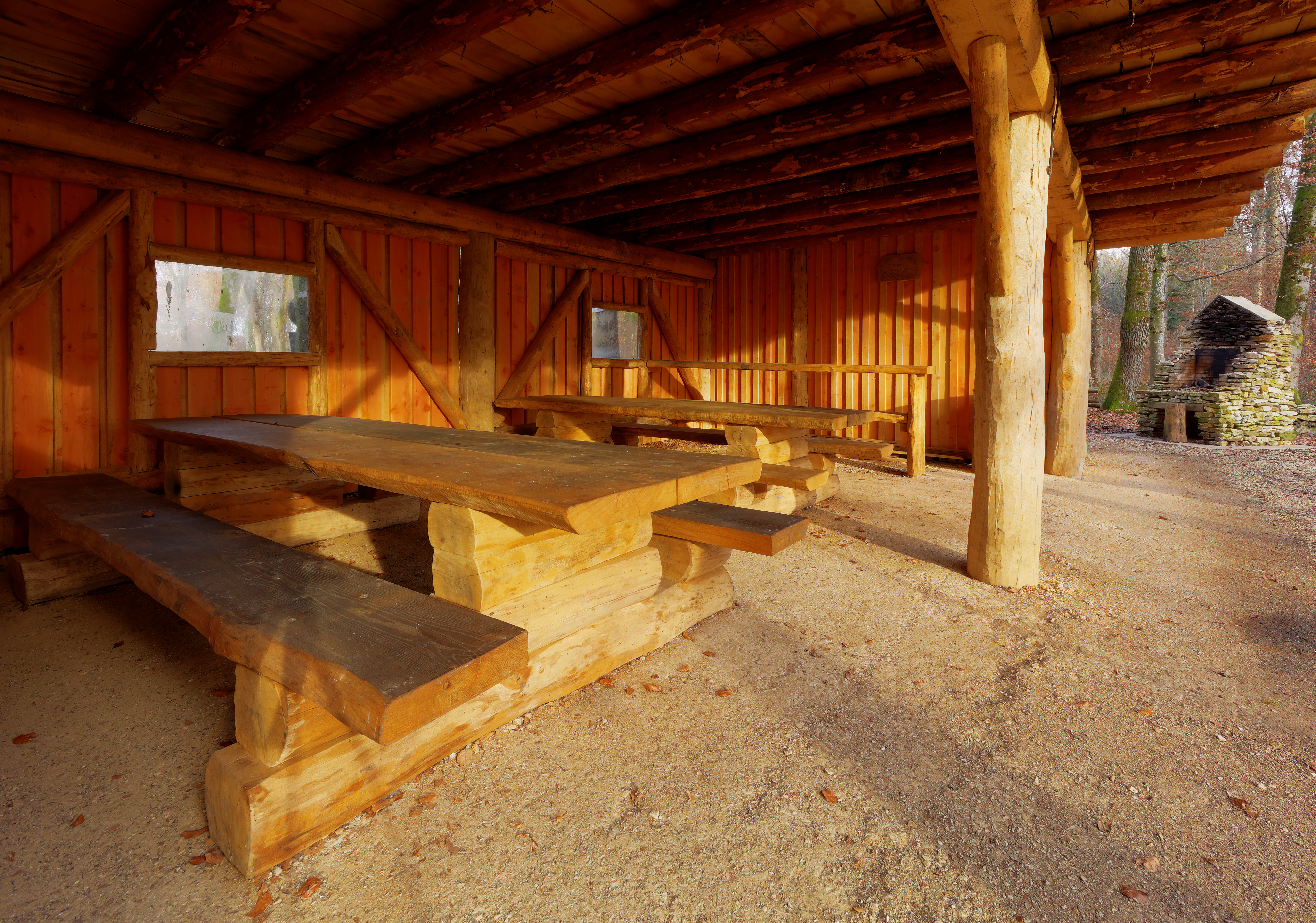
Der Picknick-Platz

Der Stein im Ersten Weltkrieg aus Schweizer Sicht

Die Borne des Trois Puissances war ein Dreiländereck zwischen Frankreich, dem Deutschen Reich und der Schweiz.

## Lage
Der Punkt befindet sich in einem Wald beim Schweizer Grenzstein Nr. 146 in der jurassischen Gemeinde Beurnevésin an der Grenze zwischen Frankreich und der Schweiz. Auf französischer Seite liegen die Gemeinden Réchésy und Pfetterhouse.
Der Europäische Fernwanderweg E5 führt hier vorbei.

## Geschichte
Mit der Zugehörigkeit des Elsass zu Frankreich handelt es sich nicht mehr um ein internationales Dreiländereck; dieses liegt nunmehr im Rhein bei Basel. Der gegenwärtige Grenzstein stammt von 1890 und war das südliche Ende der nach dem Deutsch-Französischen Krieg von 1870/71 neu verlaufenden Grenze zwischen Deutschland und Frankreich. In jener Zeit war die Gegend für den Schmuggel von Alkohol bekannt, der in Frankreich zur Ausfuhr nach Deutschland angemeldet und darum von Abgaben befreit wurde. Anstatt ins damals deutsche Elsass wurde er jedoch über die Schweiz wieder nach Frankreich zurückgebracht.
Im Jahr 2015 wurde auf schweizerischer Seite eine Waldhütte mit Picknick-Platz eingeweiht.